# M923 Narcis (1991)
De M923 Narcis was een Belgische mijnenjager van de Marinecomponent van de Belgische Strijdkrachten. Het schip behoort tot de tripartiteklasse, in België ook aangeduid als Bellisklasse.
Het schip werd in 1990 te water gelaten op de Mercantile-Belyard scheepswerf te Rupelmonde.  De stad Bergen (Mons) is peter van het schip. De scheepsdoop gebeurde door mevrouw Lafosse-De Backer, echtgenote van toenmalig burgemeester Maurice Lafosse. De thuishaven van het schip is het Kwartier Marinebasis Zeebrugge. 

## Operationale inzet
In het voorjaar van 2011 nam het schip en zijn bemanning deel aan de operaties Odyssey Dawn en Unified Protector in het kader van het afdwingen van de Libische no-flyzone en het mijnenvrij maken van de Libische kustwateren. In de herfst van 2013 was het schip actief in de NAVO-operatie Open Spirit in de Baltische Zee. In 2018 werd de internationale samenwerking geoefend in de NAVO-oefening Sandy Coast. Van 2019 tot 2021 ontving het schip een groot onderhoud en modernisering. Van augustus 2022 tot het einde van dat jaar kwam het schip in actie voor de operatie Standing NATO Mine Countermeasures Group 2.  Daarnaast was is het schip regelmatig present bij de jaarlijkse NAVO-operatie Historical Ordnance Disposal waar explosieven uit de Tweede Wereldoorlog in de Noordzee worden opgeruimd en maakt het deel uit van de permanente vloot die ingezet wordt voor Standing NATO Mine Counter Measures Group 1.

### Bevelvoering
Van 1991 tot 2000 werd het bevel gevoerd door de luitenanten-ter-zee Marsia, Delprat, Rijckaert, Robberecht, Choprix, Huygens en De Grieve. De eerste Franstalige vrouwelijke bevelhebber van de Marinecomponent, 1LZ Anne Van Bree voerde het commando over de Narcis van 2016 tot 2017.  Zij werd in 2017 opgevolgd door 1LZ Gianni Vangaever, enkele maanden later opgevolgd door 1LZ Dieter Moors. Na de onderhoudsperiode van 2019 tot 2021 werd het bevel toevertrouwd aan 1LZ Jean-Christophe Berger.

## Oekraïne
Met het toekomstige indienstname van de nieuwe Cityklasse mijnebestrijdingsvaartuigen werd de Narcis overbodig bij de Belgische marine. De regering besliste om dit schip te doneren aan Oekraïne. Na het volgen van een opleiding door de Oekraïense bemanning werd het schip in juni 2025 na een ceremonie samen met de Nederlandse mijnenveger Zr.Ms. Vlaardingen overgedragen aan Oekraïne.